# 彩虹玫瑰
彩虹玫瑰（英語：Rainbow Rose）是一種花瓣經過人工著色的玫瑰。這種著色方法利用了玫瑰通過莖稈吸收水分的自然過程，透過將玫瑰莖稈劈開並將每個部分浸入不同顏色的水中，從而顏料就會被玫瑰吸收而形成五色玫瑰。由於經過這些處理，導致彩虹玫瑰的壽命不如未著色玫瑰那麼長。同時這些顏色都是人工製造的。
其實除了玫瑰之外，其他諸如菊花、康乃馨、繡球花及部分蘭花品種的切花均可以通過這種方式染色。

## 原料品種
常用於製作彩虹玫瑰的原料品種是“玉玫瑰（Vendela）”，這是一種盛產在荷蘭、哥倫比亞和厄瓜多爾的奶油色雜交茶香玫瑰；因為這類玫瑰可以完美地吸收不同的染料。玉玫瑰盛開時，花頭直徑可達6釐米，而花莖長度可達40至100釐米；同時沒有花香。其他也可以用於生產彩虹玫瑰的品種還有“羅莎麗人玫瑰（Rosa La Belle）”和“羅莎雪山玫瑰（Rosa Avalanche+）”。因此有些供應商會用原料玫瑰名來命名他們的彩虹玫瑰產品，例如：彩虹玉玫瑰（Vendela Rainbow Rose）、雪山晶翠玫瑰（Rose Avalanche Crystal Green）等。

## 其他類型
最初的彩虹玫瑰特指擁有彩虹七色的玫瑰，這也是這類玫瑰中最受歡迎的一種。除此之外，市面上還有紅色或粉色與黃色組合的熱帶彩虹玫瑰，以及綠色於藍色組合的海洋彩虹玫瑰。 理論上彩虹玫瑰可以是任一幾種顏色組合在一起的玫瑰；不過黑色與白色的組合在目前還不能實現。